# Vincent Vandermeersch
Vincent Vandermeersch was een Belgisch sportbestuurder.

## Levensloop
Vandermeersch was van 1974 tot 1982 voorzitter van de Koninklijke Belgische Hockey Bond (KBHB). Hij volgde in deze hoedanigheid Fred Pringiers op. Zelf werd hij opgevolgd door Raymond Distave.